# Gromada w Hydrze
Gromada w Hydrze (Abell 1060) – gromada galaktyk znajdująca się w gwiazdozbiorze Hydry w odległości 158 mln lat świetlnych. Gromada ta jest jedyną bogatą gromadą Supergromady w Hydrze. Zostało w niej skatalogowanych 581 galaktyk.
Dominującymi galaktykami tej gromady są dwie galaktyki eliptyczne NGC 3309 i NGC 3311 oraz jedna galaktyka spiralna NGC 3312. Każda z tych trzech galaktyk ma około 150 000 lat świetlnych średnicy. Do gromady tej należy również para galaktyk skatalogowanych jako NGC 3314A i NGC 3314B znajdujących się w fazie zderzenia.
Gromada w Hydrze razem z gromadą w Centaurze (Abell 3526) oraz gromadą w Pannie jest jedną z trzech największych gromad galaktyk w odległości do 200 milionów lat świetlnych.